# Ryōtarō Okiayu
Ryōtarō Okiayu (jap. 置鮎 龍太郎 Okiayu Ryōtarō; ur. 17 listopada 1969 w Kitakiusiu) – japoński seiyū i aktor dubbingowy.
Był w związku z Naomi Nagasawą, z którą ma córkę, lecz małżeństwo zakończyło się rozwodem. Od 2013 roku jest żonaty z Ai Maedą.

## Role głosowe
- Paripi Kōmei (2022) jako Zhuge Kongming[1]
- Noragami Aragoto (2015) jako Ebisu[2]
- Brave10 (2012) jako Jūzō Kakei
- Toriko (2011) jako Toriko
- Monochrome Factor (2008) jako Homurabi
- Junjō Romantica (2008) jako Kaoru Asahina
- Nabari no Ō (2008) jako Fūma Kotarō
- Clannad ~After Story~ (2008) jako Akio Furukawa
- Clannad (2007) jako Akio Furukawa
- Over Drive (2007) jako Naoto Hyōdō
- Bleach: DiamondDust Rebellion (2007) jako Kuchiki Byakuya
- Romeo x Juliet (2007) jako Tybalt
- Gakuen Heaven (2006) jako Shinomiya Koji
- Fullmetal Alchemist: Chibi Party (2006) jako Scar
- Super Robot Wars Original Generation (2006) jako Raideth „Rai” Fujiwara Branstein
- D.Gray-man (2006) jako Reever Wenhamm
- .hack//Roots (2006) jako Sakisaka
- Gekijōban Bleach: Memories of Nobody (2006) jako Kuchiki Byakuya
- Marginal Prince ~Gekkeiju no Ohji Tachi~ (2006) jako Joshua Grant
- Rycerze Zodiaku (lata 80. XX w. – 2005) jako Rycerze Bliźniąt Saga i Kanon
- Bleach (2004) jako Kuchiki Byakuya
- Girls Bravo (2004) jako Kazuharu Fukuyama
- Naruto (2004) jako Aoi Rokushō
- Ring ni Kakero (2004) jako Jun Kenzaki
- Jungle Wa Itsumo Hale Nochi Guu Final (2003) jako Asio
- D.N.Angel (2003) jako Dark
- Zatch Bell (2003) jako Bali
- Ultra Maniac (2003) jako Shinnosuke
- Submarine 707R (2003) jako PKN Chairman
- Fullmetal Alchemist (2003) jako Scar
- Digimon Frontier (2002) jako RhodoKnightmon
- Shrine of the Morning Mist (2002) jako Masashi Kusugi, Michimune Ayatachi
- Mirage of Blaze (2002) jako Nobunaga Oda
- Love Hina Again (2002) jako Kentaro Sakata
- Kidō senshi Gundam Seed (2002) jako Andrew Waldfeld
- Jungle wa Itsumo Hale Nochi Guu Deluxe! (2002) jako Asio
- Sister Princess (2001) jako Akio
- Fruits Basket (2001) jako Shigure Soma
- Hellsing (2001) jako Enrico Stivaletti
- Saiyuki: Requiem (2001) jako Go Dōgan
- Tenisu no ōjisama (2001) jako Kunimitsu Tezuka
- Legendary Gambler Tetsuya (2000) jako Tetsuya
- Boys Be... (2000) jako Takahiro Sorimachi
- Gravitation (2000) jako K
- Denshin Mamotte Shugogetten (2000) jako Takashi Nomura
- Love Hina Christmas Special: Silent Eve (2000) jako Kentaō Sakata
- Ayatsuri Sakon (1999) jako Fujita Zenkichi
- Yu-Gi-Oh! Ostateczne Starcie (1999) jako Hiroto Honda
- Senkaiden Hōshin engi (1999) jako Yōzen
- Heppoko jikken animēshon Excel sāga (1999) jako Toru Watanabe
- One Piece (1999) jako Kaku
- Seihō tenshi Angel Links (1999) jako Cyrus
- Sotsugyou M: Oretachi no Carnival (1999) jako Simon
- Graviation: Lyrics of Love (1999) jako K
- Jubei-chan - Secret of the Lovely Eyepatch (1999) jako Koinosuke
- Kamikaze Kaitō Jeanne (1999) jako Kimura
- Yu-Gi-Oh! Duel Monsters (1998) jako Hiroto Honda
- Jigoku Sensei Nube (1998) jako Nūbē
- Majutsushi Orphen Mubōhen (1998) jako Hardia
- Weiß Kreuz (1998) jako Brad Crawford
- Android Ana Maico 2010 (1998) jako Matsuo
- Haunted Junction (1997) jako Akamanto Kamen (Red Mantle)
- Makai tenshō: Jigoku-hen (1997) jako Amakusa Shirō Tokisada
- Flame of Recca (1997) jako Kurei
- Kidō senkan Nadeshiko (1996) jako Akatsuki Nagare
- Chrono Trigger (1996) jako Wieśniak B
- Sailor Moon SuperS (1995) jako Tygrysie Oko
- El Hazard (1995) jako Katsuhiko Jinnai
- Shin kidō senki Gundam W (1995) jako Treize Khushrenada
- Please Save My Earth (1994) jako Issei Nishikiori
- Magic Knight Rayearth (1994) jako Inōva
- Marmalade Boy (1994) jako Yū Matsuura
- Goal Field Hunter (1994) jako Takuya Miyamoto
- Yûsha keisatsu Jei-Decker (1994) jako MacLane
- Slam Dunk (1993) jako Hisashi Mitsui
- Teito monogatari (1991) jako Fortune Teller
- Koko wa Greenwood (1991) jako Zastępca prezydenta
- Sazan aizu (1991) jako Zamaskowany mężczyzna